# Trichorhina macrops
Trichorhina macrops är en kräftdjursart som beskrevs av Souza-Kury 1993. Trichorhina macrops ingår i släktet Trichorhina och familjen myrbogråsuggor. Inga underarter finns listade i Catalogue of Life.